# Chapel Hill (Tennessee)
Chapel Hill is een plaats (town) in de Amerikaanse staat Tennessee, en valt bestuurlijk gezien onder Marshall County.

## Demografie
Bij de volkstelling in 2000 werd het aantal inwoners vastgesteld op 943.
In 2006 is het aantal inwoners door het United States Census Bureau geschat op 1268, een stijging van 325 (34,5%).

## Geografie
Volgens het United States Census Bureau beslaat de plaats een oppervlakte van
3,5 km², geheel bestaande uit land. Chapel Hill ligt op ongeveer 238 m boven zeeniveau.

## Plaatsen in de nabije omgeving
De onderstaande figuur toont nabijgelegen plaatsen in een straal van 28 km rond Chapel Hill.